# Claude Sterckx
Pour les articles homonymes, voir Sterckx.
Claude Sterckx est un celtologue belge, titulaire d'une licence en Histoire de l'Antiquité, d'un doctorat en Philosophie et Lettres de l'Université libre de Bruxelles, et d'une maîtrise en celtologie de l'Université de Haute-Bretagne à Rennes.
Il est chargé de cours à l'Université libre de Bruxelles et propose chaque année un cours thématique de langue et civilisations celtiques à l'Institut des hautes études de Belgique.

## Biographie
Détenteur d'une licence (master) en Histoire de l'Antiquité, d'un doctorat en Philosophie et Lettres de l'Université libre de Bruxelles, et d'une maîtrise en Celtologie de l'Université de Haute-Bretagne à Rennes, Claude Sterckx est actuellement maître d'enseignement depuis 1989 à l'Université libre de Bruxelles et professeur depuis 1993 à la Faculté ouverte des religions et des humanismes laïques de Charleroi dont il est également le doyen. Il enseigne également à l'Institut des Hautes Études de Belgique avec son cours de Langues et Civilisations Celtiques.
Il est en outre président de la Société belge d'études celtiques depuis 1987, président du groupe de contact « Études celtologiques et comparatives » du FNRS depuis 1988, directeur d'Ollodagos, Actes de la Société belge d'études celtiques depuis 1988 et président du Comité international pour la sauvegarde de la langue bretonne depuis 1994.
Claude Sterckx s'intéresse principalement à la mythologie des Celtes préchrétiens et à ses survivances dans les traditions postérieures, essentiellement celles des pays celtes médiévaux.
Il est membre de l'Institut culturel de Bretagne. En 2006, il reçoit le collier de l'ordre de l'Hermine qui récompense les personnalités ayant œuvré pour l'identité et la culture de la Bretagne.

## Publications
- La tête et les seins : la mutilation rituelle des ennemis et le concept de l’âme, Sarrebruck, Homo et Religio, 1981 (Forschungen zur Anthropologie und Religionsgeschichte, 6)
  - réimpression : Les mutilations des ennemis chez les Celtes préchrétiens : la tête, les seins, le graal, Paris, Harmattan, 2005.
- Éléments de cosmogonie celtique, Bruxelles, Éditions de l’Université de Bruxelles, 1986,  (ISBN 2-8004-0900-2)[1]
- Histoire brève de la musique celtique, des origines à nos jours, Plymouth Meeting (Penn.), U.S. ICDBL, 1987.
  - réimpression : Histoire brève de la musique celte, des origines au vingtième siècle, Bruxelles, S.B.E.C., 2013.
- Les dieux protéens des Celtes et des Indo-Européens, Bruxelles, S.B.E.C., 1994
- Dieux d’eau : Apollons celtes et gaulois, Bruxelles, S.B.E.C., 1996
- Essai de dictionnaire des dieux, héros, mythes et légendes des Celtes (vol. 1), Bruxelles, S.B.E.C., 1998
- Sangliers Père & Fils : rites, mythes et dieux celtes du porc et du sanglier, Bruxelles, S.B.E.C., 1998
- Des dieux et des oiseaux : Réflexions sur l’ornitomorphisme de quelques dieux celtes, Bruxelles, S.B.E.C., 2000
- Mythologie du monde celte, Paris, Marabout, 2009,  (ISBN 978-2-501-05410-2)
- Mythes et dieux celtes : essais et études, Paris, Harmattan, 2010.
- (avec Frédéric Blaive), Le mythe indo-européen du guerrier impie, Paris, Harmattan, 2014.
- La neuvième vague, et autres essais sur le légendaire celtique de Bretagne, Marseille, Terre de promesse, 2019.